# Полтава (верфь)

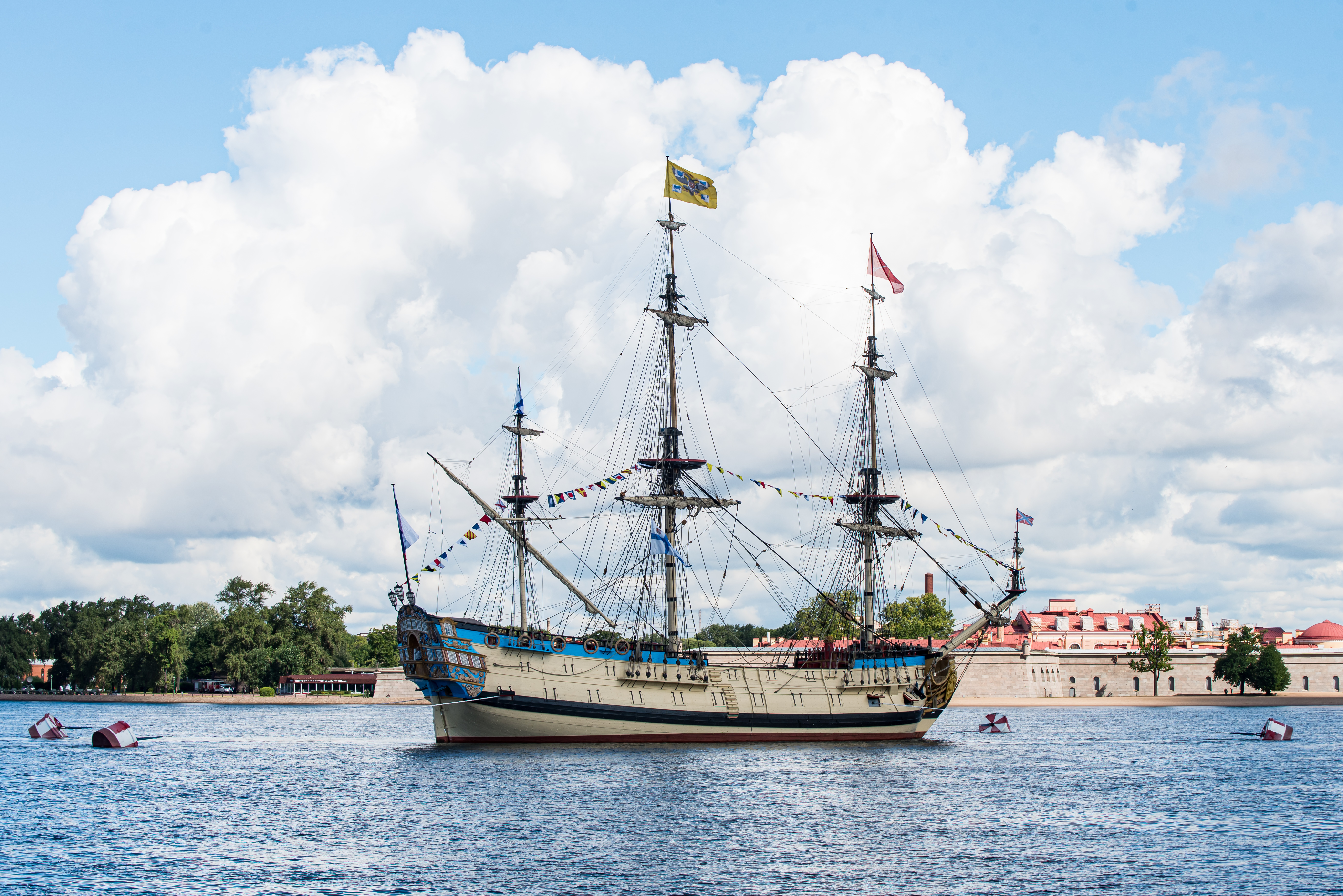
«Полтава» на дне ВМФ 2020 в Санкт-Петербурге

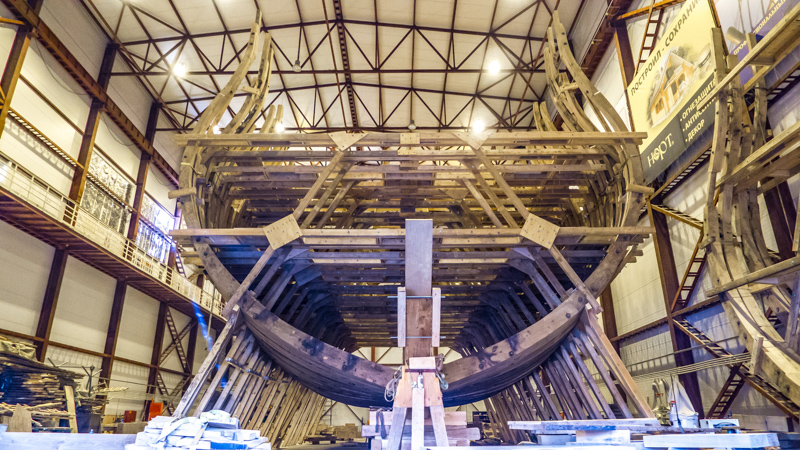
Июль 2014, главный ангар верфи «Полтава»

Верфь исторического судостроения «Полтава» — судоверфь, расположенная вблизи Лахтинской гавани (Курортный район Санкт-Петербурга). Занимается воссозданием первого крупного линейного корабля Балтийского флота, спущенного на воду в Санкт-Петербургском Адмиралтействе в 1712 году — «Полтавы».
Строительство оригинального линейного корабля 4-го ранга «Полтавы» началось в 1709 году и закончилось в 1712, строительство продолжалось 3 года. В проектировании корабля принимал участие Пётр Первый, а руководил строительством Федосей Скляев.

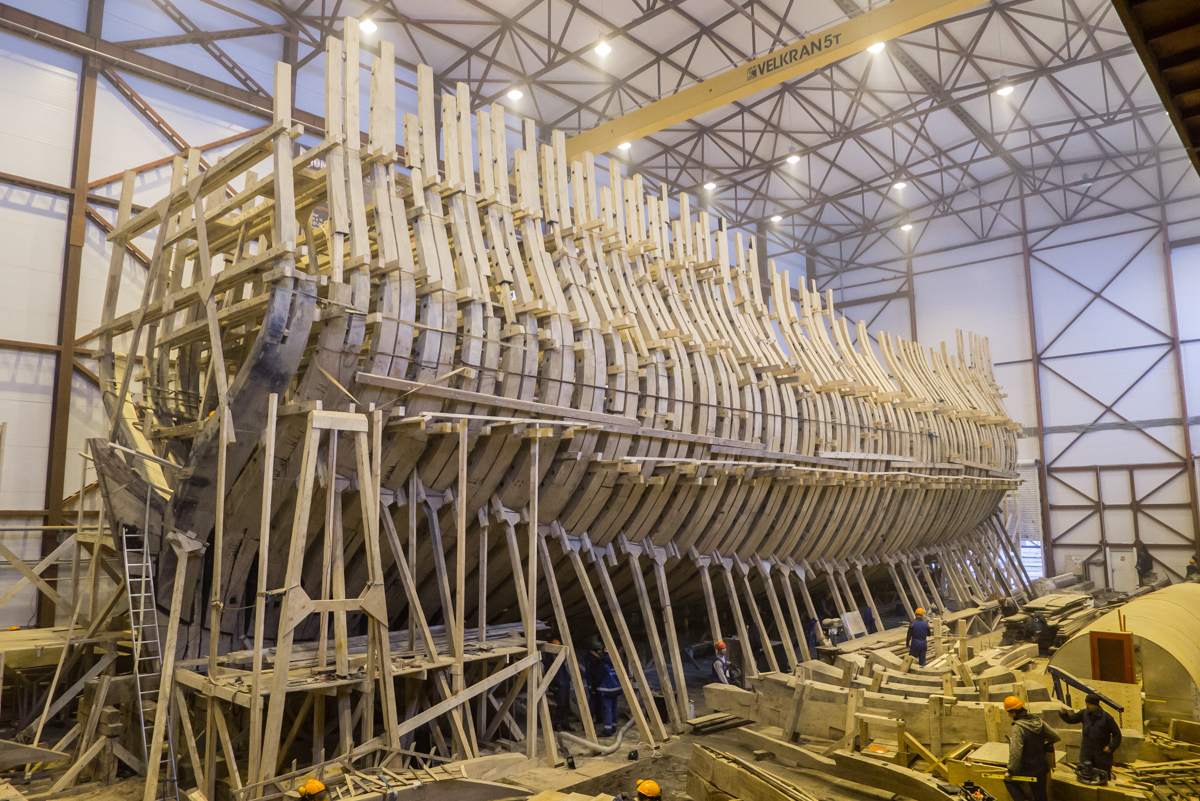
Корабль «Полтава» в феврале 2015

Полноразмерная реплика корабля «Полтава» была задумана в 2013, спущена на воду 27 мая 2018 года.

## Идея
В 2013 году по инициативе ОАО «Газпром» и лично Алексея Борисовича Миллера Яхт-клуб Санкт-Петербурга приступил к реализации проекта. Начали с исторических изысканий — в архивах РГАВМФ, Центрального военно-морского музея, Военно-исторического музея артиллерии, инженерных войск и войск связи, РНБ и РГАДА, Государственного Эрмитажа, Русского музея и др.

## Проектирование
Историки, проводя изыскания, столкнулись с множеством проблем. Самой сложной и первой проблемой оказалось отсутствие подлинных чертежей корабля «Полтава», в архивах их попросту нет. Всё, что удалось разыскать — чертеж мидель-шпангоута корабля, от которого мастера того времени строили весь корабль. Так и конструкторам «Полтавы» пришлось пойти по тому же пути — по мидель шпангоуту, примерным данным и чертежам аналогичных кораблей того времени был выработан примерный чертеж, который прорабатывается одновременно со строительством корабля.

## Строительство
Летом 2013 года был заложен мидель-шпангоут, и началось изготовление килевых штук и остальных шпангоутов. Процесс осложнялся непростыми погодными условиями, стало ясно, что необходимо построить большой ангар для будущего корабля. В начале 2014 года ангар был построен, и работа ускорилась. Вскоре был заложен киль, установлены первые шпангоуты.
По мере прогресса в постройке корабля на верфи появились кузнечная мастерская, где идет изготовление гвоздей для строительства, парусная мастерская, рангоутная, такелажная, мастерская резьбы по дереву. Набор корпуса корабля и резные украшения делаются из дуба, рангоут корабля из сосны, а обшивку планируют изготовить из лиственницы.

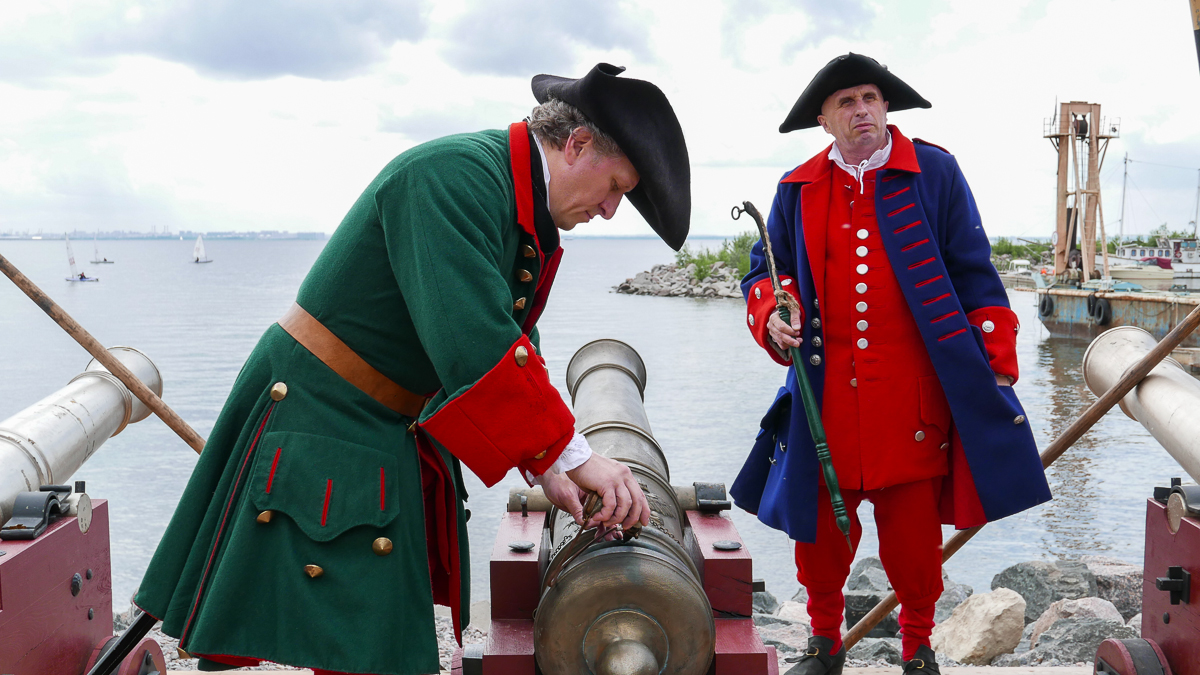
Экскурсионная программа верфи «Полтава» включает артиллерийское шоу

54 пушки, которые будут установлены на корабле «Полтава» отливаются на заводе из чугуна по регламенту 1715 года.

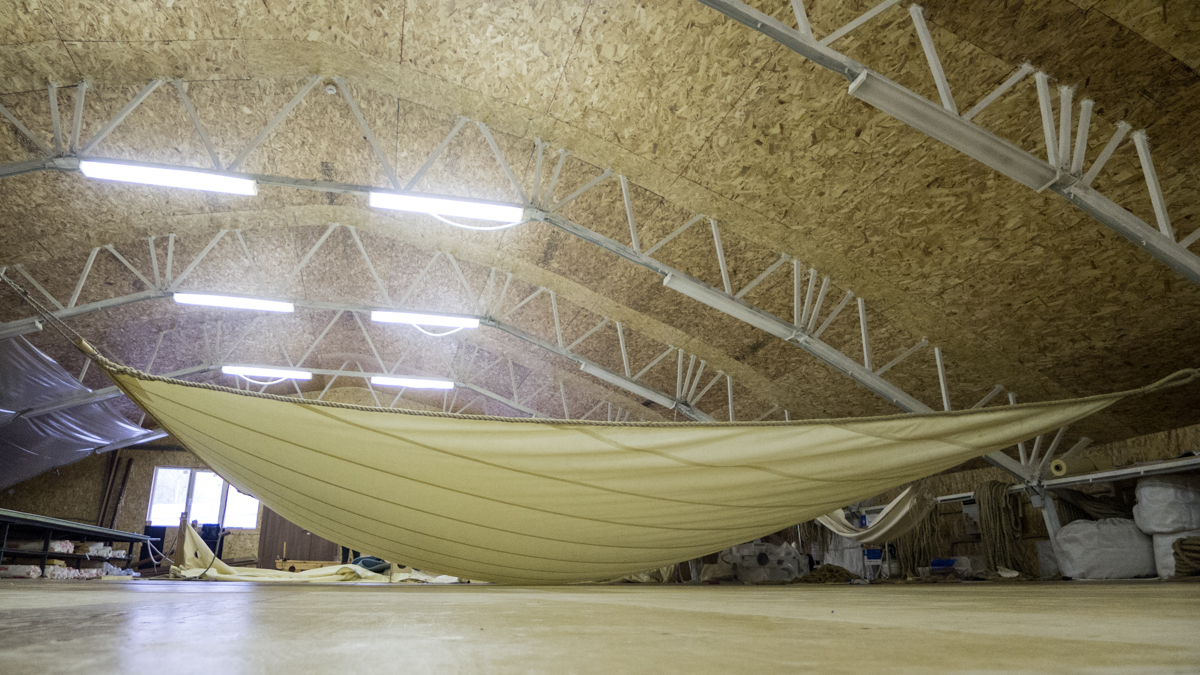
Первый парус корабля «Полтава»

Штат верфи составляет уже более 130 профессионалов с опытом, приобретённым при строительстве фрегата «Штандарт» или непосредственно на верфи «Полтава».

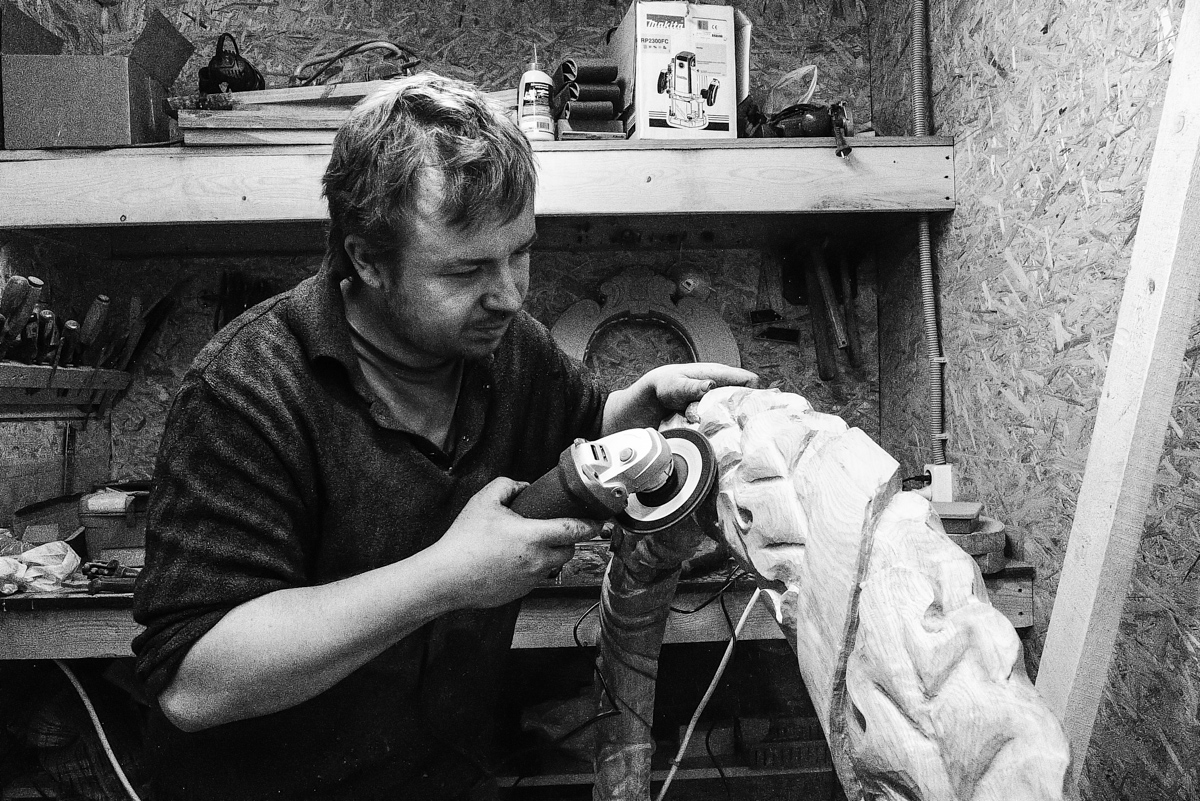
Изготовление декора корабля «Полтава»

## Конструкторское бюро
При верфи работает сертифицированное РМРС Конструкторское Бюро, функционирующее под руководством лучших российских специалистов по проектированию деревянных судов: Олега Коробкина, Андрея Ахметова и Александра Митина.

## Экскурсии
1 мая 2014 года верфь торжественно открыла свои двери для посетителей, стало возможным побывать на экскурсии и увидеть, как строится настоящий парусник петровской эпохи в XXI веке. На сегодняшний день на верфи ежедневно проводятся экскурсии, по выходным мастер-классы и мероприятия.

## Спонсоры
Проект «Полтава» получает финансовую поддержку от ОАО «Газпром

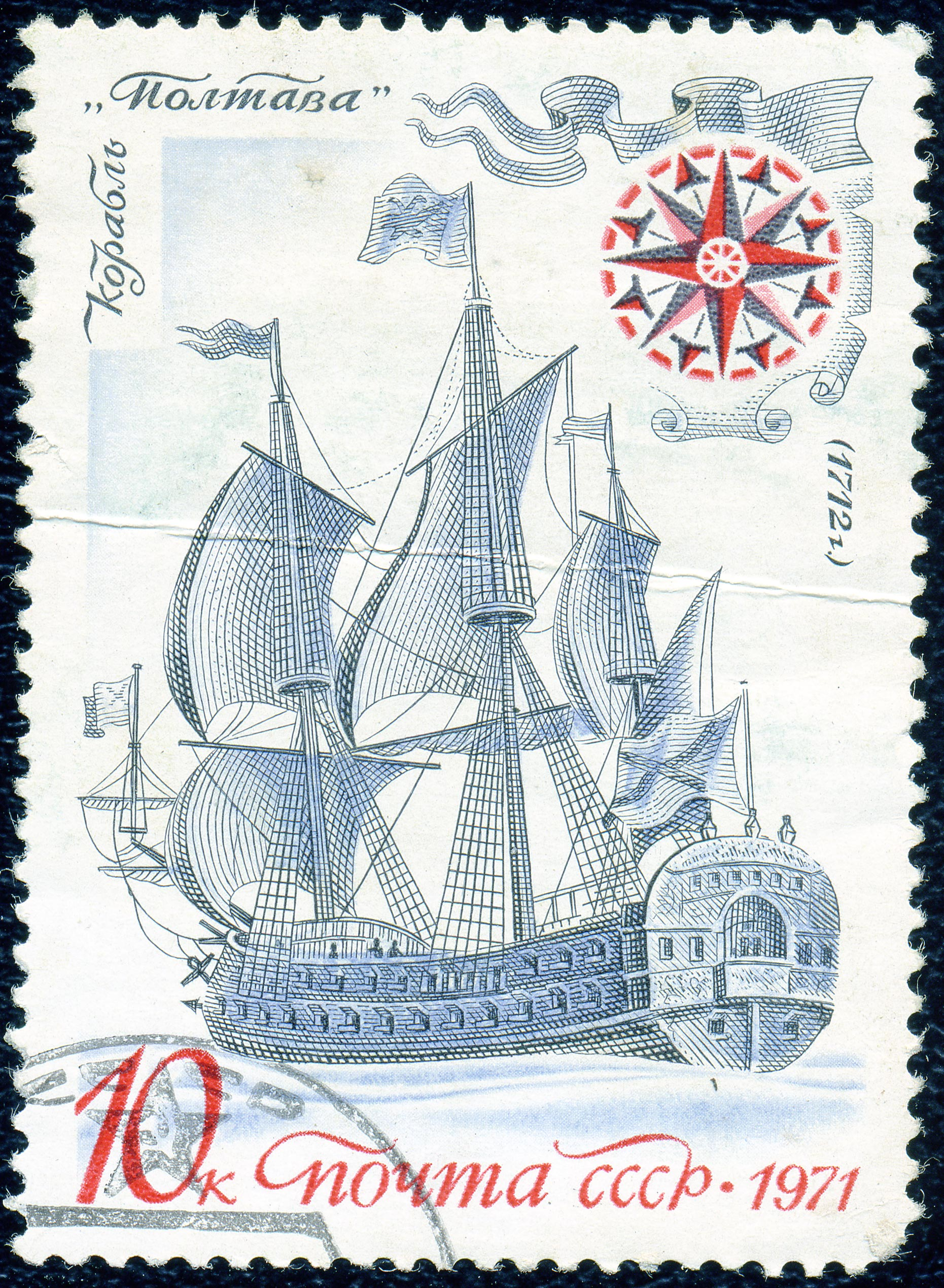
Марка с изображением корабля «Полтава» на гравюре П. Пикарта.

## Галерея

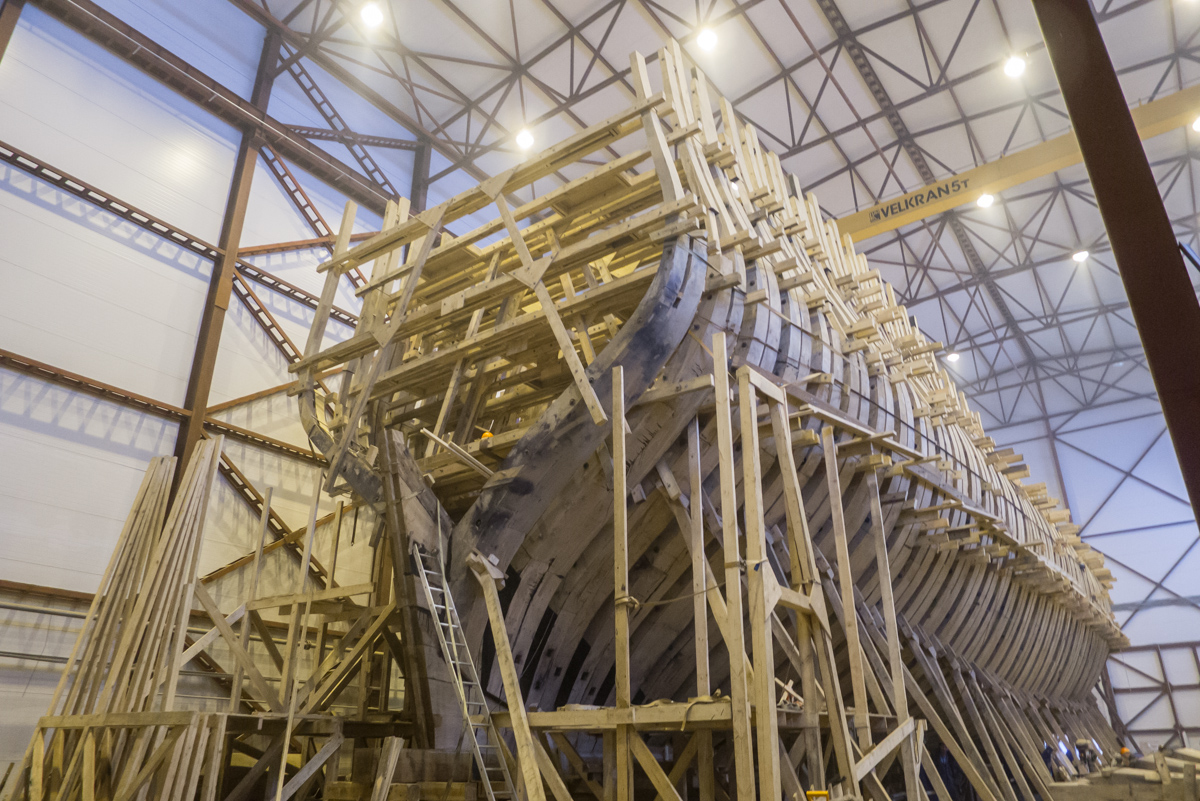
Строительство корпуса корабля «Полтава», февраль 2015
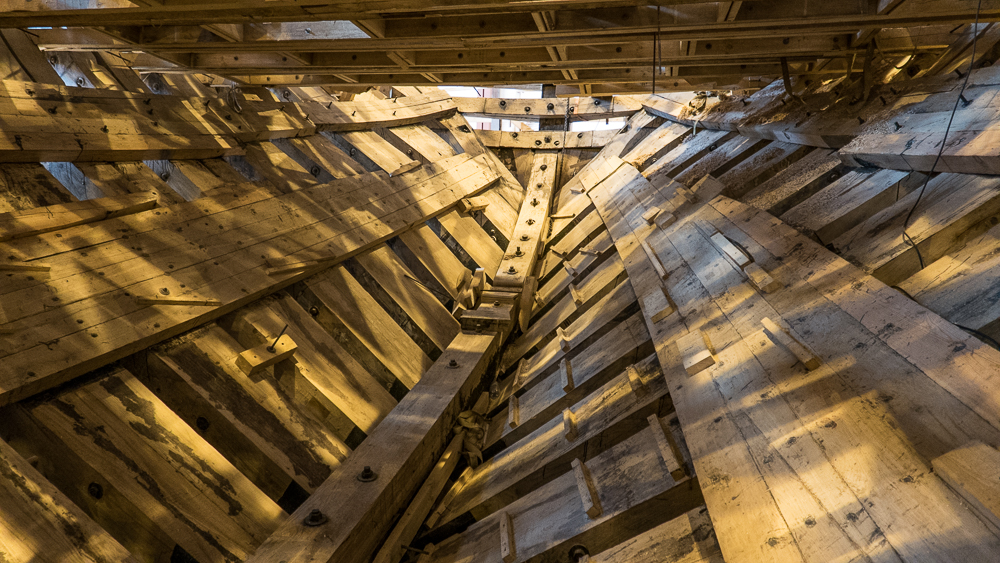
Строительство корпуса корабля «Полтава», июнь 2015
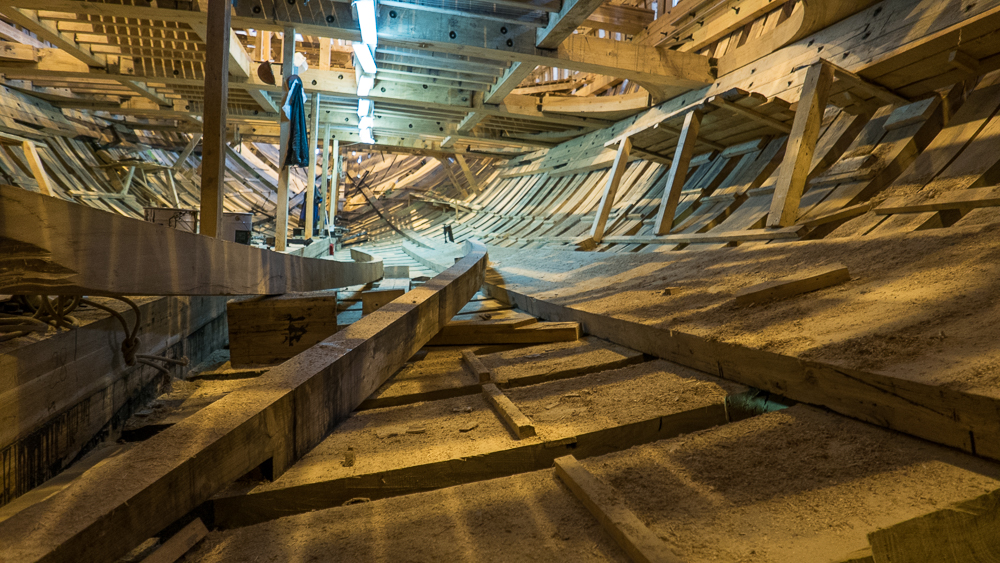
Строительство корпуса корабля «Полтава», июнь 2015
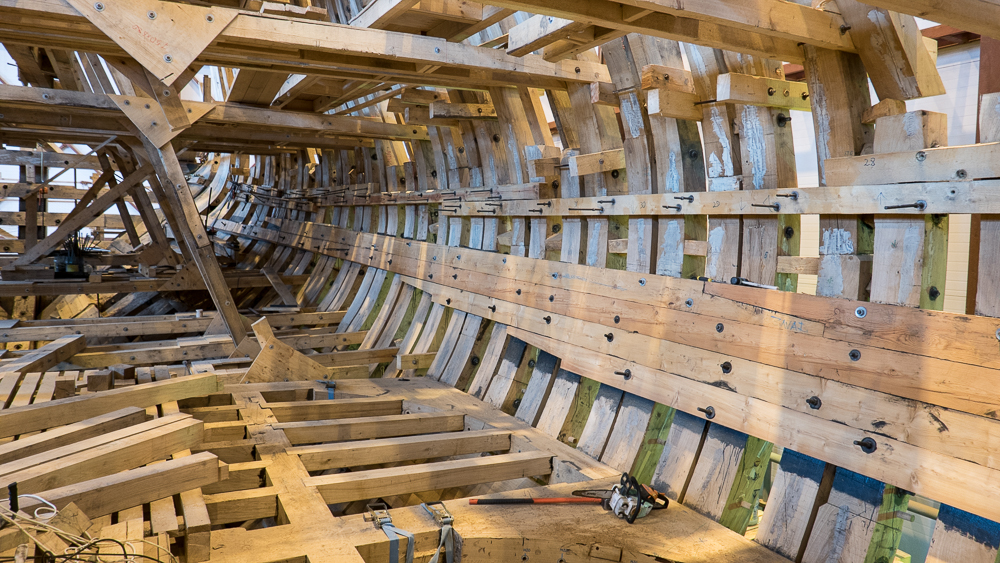
Строительство корпуса корабля «Полтава», июнь 2015